# آدرین پرژیبورک
آدرین پرژیبورک (انگلیسی: Adrian Przyborek؛ زادهٔ ۱ ژانویهٔ ۲۰۰۷) بازیکن فوتبال اهل لهستان ست که در حال حاضر برای باشگاه فوتبال پوگون شچچین بازی می‌کند.

## دوران باشگاهی

### پوگون شچچین
پس از پیوستن به پوگون در سال ۲۰۲۱، او در ژانویه سال بعد اولین قرارداد حرفه‌ای خود را با این باشگاه امضا کرد. پس از بازی در دو بازی دوستانه برای تیم اول در پاییز ۲۰۲۲، او در ژانویه ۲۰۲۳ قرارداد خود را تمدید کرد.
در ماه بعد، او به عنوان دومین بازیکن جوان تاریخ باشگاه فوتبال پوگون شچچین، پس از کسپر کوژلوسکی، در سن شانزده سالگی در برابر باشگاه فوتبال وارتا پوزنان به میدان رفت. او به عنوان بازیکن تعویضی در نیمه دوم به‌جای کمیل گروشیتسکی، بازیکن سابق تیم ملی فوتبال لهستان، به میدان رفت و لباس او بدون هیچ تبلیغاتی بود، زیرا اسپانسر پوگون یک بنگاه شرط‌بندی بود و تبلیغ قمار برای افراد زیر سن قانونی در لهستان غیرقانونی است.
در فصل بعد، پس از تثبیت خود در تیم اول باشگاه، او در مارس ۲۰۲۴ قراردادش را دوباره تا ژوئیه سال ۲۰۲۷ تمدید کرد. او در ماه بعد اولین گل خود را برای باشگاه در پیروزی ۵–۰ مقابل باشگاه فوتبال روخ خوژوف به ثمر رساند و با سر توپ را به گوشه دروازه فرستاد.
در سپتامبر ۲۰۲۴، او به دلیل تجربیاتش در فوتبال بزرگسالان به عنوان یکی از بااستعدادترین جوانان فوتبال شناخته شد. یک ماه بعد، او توسط روزنامه انگلیسی گاردین به عنوان یکی از بهترین بازیکنان متولد شده در سال ۲۰۰۷ در سطح جهانی معرفی شد.

## دوران ملی
وی همچنین در تیم‌های ملی فوتبال زیر ۱۵، ۱۶، ۱۷ و ۱۸ سال لهستان بازی کرده است.